# 長谷寺 (福岡県鞍手町)
長谷寺（ちょうこくじ）は、福岡県鞍手郡鞍手町にある浄土宗の寺院。通称は長谷観音（はせかんのん）。伝承によれば、仁和元年（885年）に大和国から当地に赴いた僧が開いたとされる。

## 文化財

### 重要文化財（国指定）
- 木造十一面観音立像

平安時代、10世紀頃の作とみられる。クスノキ材の一木造で、頭体主要部から台座蓮肉までを一材から彫出する。光背はクスノキ材の板光背である。像高は185cm。
秘仏であり、開帳は春の大祭（4月17日･18日）、秋の大祭（10月17日･18日）に行われている。

## 利用情報
- 所在地

福岡県鞍手郡鞍手町長谷552
- 拝観料

無料
- 拝観時間

自由

## 交通アクセス
- JR九州筑豊本線筑前植木駅よりタクシーで13分（約6km）。
- 鞍手駅よりすまいるバスみやわか線に乗車、「長山」下車、徒歩25分（約2km）。
- マイカーの場合、九州自動車道鞍手インターチェンジから南西へ向かい約10分（約4.8km）。
- 駐車場あり